# Зикель, Теодор фон
Теодор фон Зикель (нем. Theodor von Sickel; 18 декабря 1826, Акен — 21 апреля 1908, Мерано) — австрийский историк.
Профессор истории в Вене, потом директор основанного в Риме Австрийского института изучения истории.
Его главные труды:
- «Monumenta graphica medii aevi ex archivis et bibliothecis imperii Austriaci collecta» (Вена, 1858—1880);
- «Beiträge zur Diplomatik» (B., 1861—1883);
- «Acta regum et imperatorum Carolinorum» (27, В., 1867);
- «Zur Geschichte des Konzils von Trient» (В., 1872);
- «Alcuinstudien» (В., 1875);
- «Das Privilegium Ottos I. für die röm. Kirche» (Инсбрук, 1883).